# Pierce County (Wisconsin)
Das Pierce County ist ein County im Westen des US-amerikanischen Bundesstaates Wisconsin. Im Jahr 2020 hatte das County 42.212 Einwohner und eine Bevölkerungsdichte von 28,3 Einwohnern pro Quadratkilometer. Der Verwaltungssitz (County Seat) ist Ellsworth, das nach Elmer E. Ellsworth benannt wurde, einem Colonel (Oberst) während des Amerikanischen Bürgerkriegs.
Das Pierce County ist Bestandteil der Metropolregion Minneapolis - Saint Paul.

## Geografie
Das County liegt im äußersten Westen von Wisconsin, grenzt an Minnesota, getrennt durch den St. Croix River sowie den Mississippi, die die natürliche Grenze darstellen. Es hat eine Fläche von 1532 Quadratkilometern, wovon 39 Quadratkilometer Wasserfläche sind. An das Pierce County grenzen folgende Nachbarcountys:
|                               | St. Croix County           | Dunn County  |
| Washington County (Minnesota) |                            |              |
| Dakota County (Minnesota)     | Goodhue County (Minnesota) | Pepin County |

## Geschichte

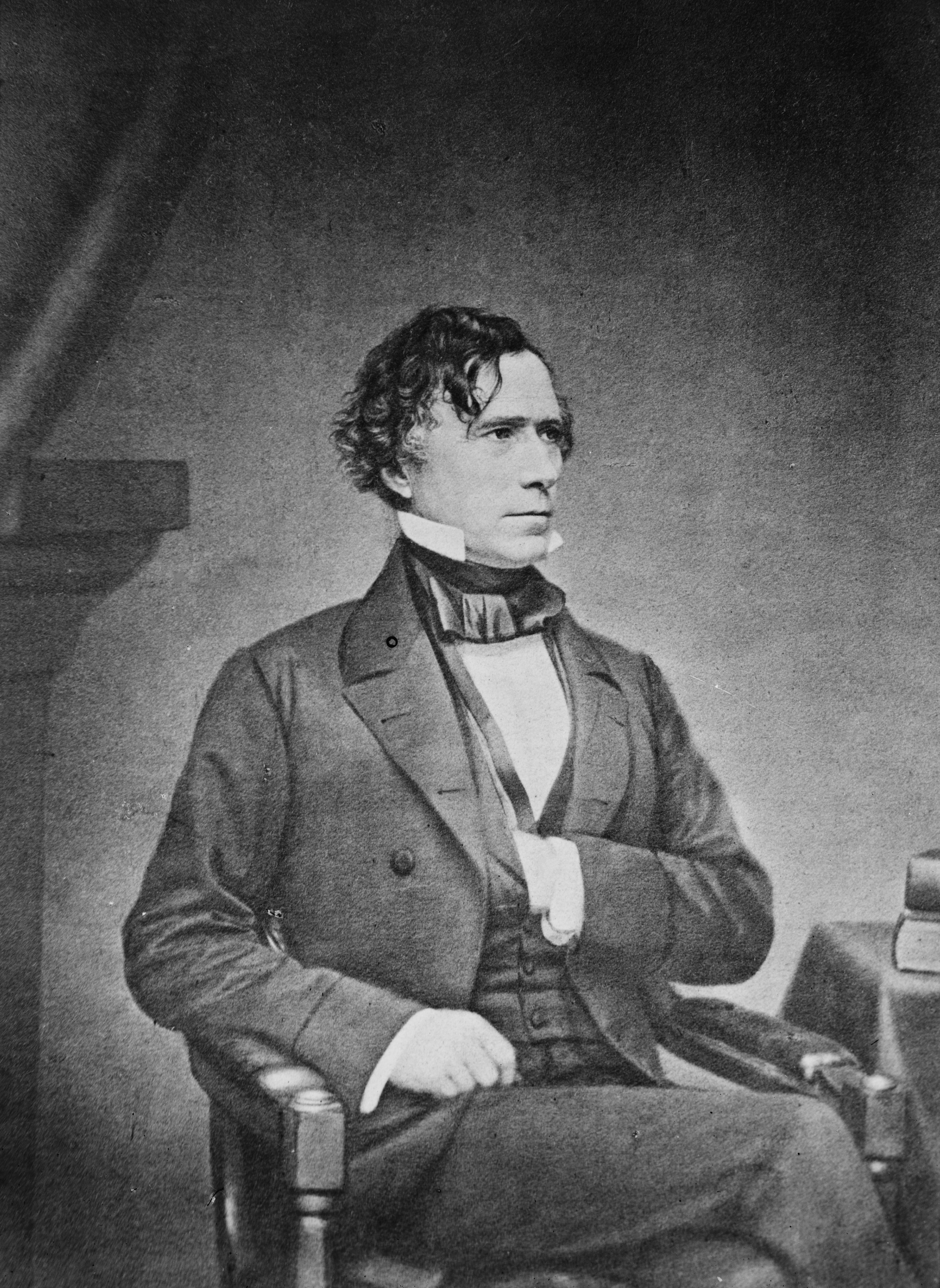
Franklin Pierce

Das Pierce County wurde 1853 aus Teilen des St. Croix County gebildet. Benannt wurde es nach Franklin Pierce, dem 14. Präsidenten der USA.

## Demografische Daten
Nach der Volkszählung im Jahr 2010 lebten im Pierce County 41.019 Menschen in 14.817 Haushalten. Die Bevölkerungsdichte betrug 27,5 Einwohner pro Quadratkilometer. In den 14.817 Haushalten lebten statistisch je 2,54 Personen.
Ethnisch betrachtet setzte sich die Bevölkerung zusammen aus 96,6 Prozent Weißen, 0,6 Prozent Afroamerikanern, 0,4 Prozent amerikanischen Ureinwohnern, 0,7 Prozent Asiaten sowie aus anderen ethnischen Gruppen; 1,3 Prozent stammten von zwei oder mehr Ethnien ab. Unabhängig von der ethnischen Zugehörigkeit waren 1,5 Prozent der Bevölkerung spanischer oder lateinamerikanischer Abstammung.
22,3 Prozent der Bevölkerung waren unter 18 Jahre alt, 67,3 Prozent waren zwischen 18 und 64 und 10,4 Prozent waren 65 Jahre oder älter. 50,2 Prozent der Bevölkerung war weiblich.

Das jährliche Durchschnittseinkommen eines Haushalts lag bei 60.181 USD. Das Prokopfeinkommen betrug 26.313 USD. 10,3 Prozent der Einwohner lebten unterhalb der Armutsgrenze.

## Ortschaften im Pierce County
Citys
- Prescott
- River Falls1

Villages
| - Bay City - Ellsworth - Elmwood | - Maiden Rock - Plum City - Spring Valley1 |

Census-designated places (CDP)
- Diamond Bluff
- Hager City

Andere Unincorporated Communities
| - Beldenville - El Paso - Esdaile - Exile - Hatchville2 - Lostcreek | - Lawton - Lund3 - Martell - Moeville - North Red Wing - Oakridge | - Olivet - Ono - Ottman Corners - Pucketville - Rock Elm - Salem | - Snows Corner - Trenton - Trimbelle - Viking1 - Warrentown - Waverly |

1 – teilweise im St. Croix County

2 – teilweise im Dunn und im St. Croix County

3 – teilweise im Pepin County

## Gliederung
Das Pierce County ist neben den acht selbständigen Gemeinden (Citys, Villages) in 17 Towns eingeteilt:
| Town                  | Einwohner (2010) | FIPS     |
| --------------------- | ---------------- | -------- |
| Town of Clifton       | 2012             | 55-15575 |
| Town of Diamond Bluff | 469              | 55-20150 |
| Town of Ellsworth     | 1146             | 55-23550 |
| Town of El Paso       | 681              | 55-23775 |
| Town of Gilman        | 959              | 55-29150 |
| Town of Hartland      | 827              | 55-33050 |

| Town                | Einwohner (2010) | FIPS     |
| ------------------- | ---------------- | -------- |
| Town of Isabelle    | 281              | 55-37350 |
| Town of Maiden Rock | 589              | 55-48200 |
| Town of Martell     | 1185             | 55-49775 |
| Town of Oak Grove   | 2150             | 55-59025 |
| Town of River Falls | 2271             | 55-68300 |
| Town of Rock Elm    | 485              | 55-68775 |

| Town                | Einwohner (2010) | FIPS     |
| ------------------- | ---------------- | -------- |
| Town of Salem       | 510              | 55-71150 |
| Town of Spring Lake | 563              | 55-76100 |
| Town of Trenton     | 1829             | 55-80550 |
| Town of Trimbelle   | 1679             | 55-80700 |
| Town of Union       | 609              | 55-81600 |

Die selbständigen Gemeinden Ellsworth, Maiden Rock und River Falls sind nicht mit den jeweils gleichnamigen Towns identisch.